# Паш, Ульрика
Ульрика Фредрика Паш (швед. Ulrika Fredrika Pasch; 10 июля 1735, Стокгольм — 2 апреля 1796, там же) — шведская художница, портретистка и миниатюристка, первая женщина-член Шведской королевской академии свободных искусств (1773).

## Биография
Родилась в семье известного шведского художника-портретиста Лоренца Паша Старшего (1702—1766). Её старший брат — художник Лоренц Паш Младший (1733—1802). Дядя Ульрики — Йохан Паш, был придворным художником (1706—1769).
С детства обладала особым талантом к рисованию и живописи. Как и её брат Лоренц, обучалась у своего отца. В 1750-х годах, когда её брат обучался за рубежом на стипендию, карьера отца-живописца резко ухудшилась, и Ульрика была вынуждена стать экономкой в доме родственника-вдовца, который обратив внимание на талант 15-летней девушки, дал ей возможность упражняться в живописи. В результате она уже через шесть лет стала профессиональной портретисткой и смогла материально помогать отцу и младшей сестре, родившейся в 1744 году.
С 1756 она стала профессиональной художницей. После смерти отца в 1766 году Ульрика, забрав к себе сестру, открыла собственную студию.
Ко времени возвращения брата в Стокгольм в 1766 году она уже более 10 лет была профессиональным художником и её престиж как портретистки был высок; к ней поступали заказы как от представителей состоятельного среднего класса, так и из аристократических кругов.
Ульрика часто работала с братом, с которым делила одну студию, помогала ему с изображением некоторых деталей его портретов, драпировок, тканей и костюмов. Мастерство Ульрики ценилось выше, чем брата.
После создания в 1773 Королевской Академии свободных искусств она стала первой женщиной, избранной в число академиков. В Академию она была принята в один день с братом Лоренцем. В Академии считали, что её членство более, чем заслужено, но сама она себя всерьез никогда не принимала.
Успешной карьере Ульрика Паш обязана в основном созданной ею галерее портретов королевской семьи и сценам из сельской жизни.
Ульрика Паш до начала XIX века оставалась одной из немногих профессиональных художников Швеции.
Портрет королевы Швеции Софии Магдалены, кисти Лоренца Паша, находится в Эрмитаже.

## Галерея

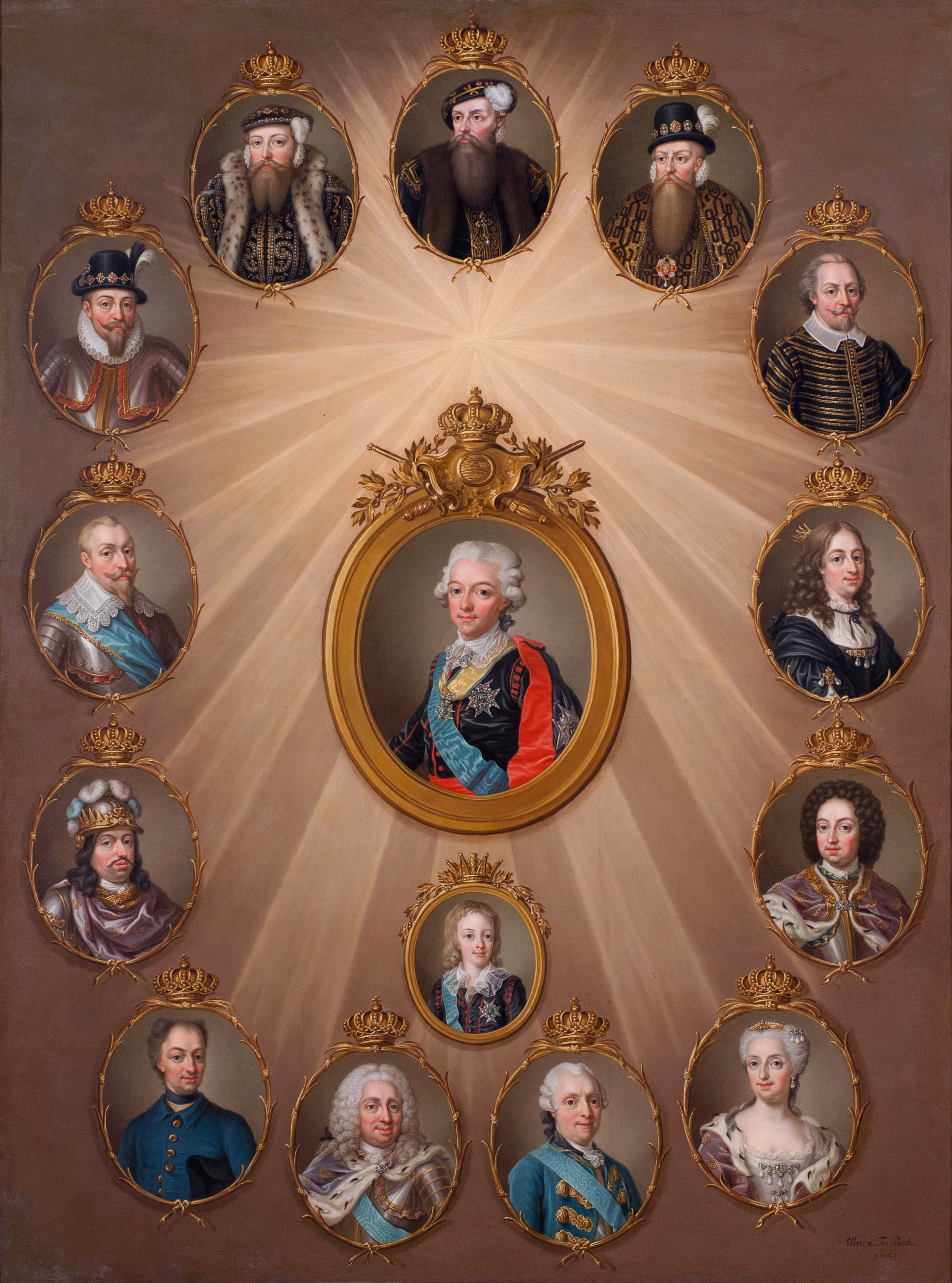
Портреты семьи короля Густава
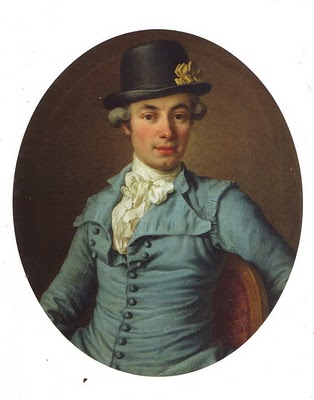
Мужской портрет
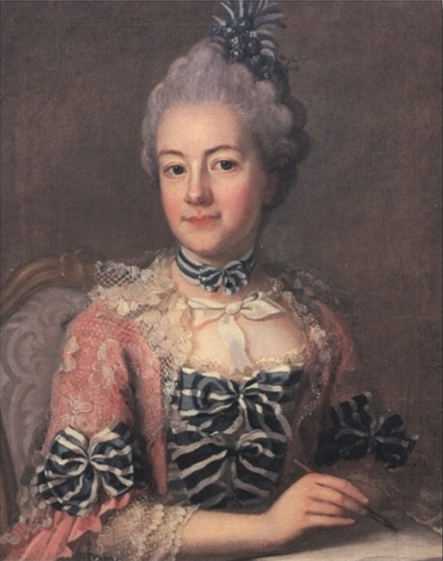
Портрет Хедвиги Норденфлихт